# Thyroscyphoides biformis
Thyroscyphoides biformis är en nässeldjursart som beskrevs av Nikolai Alexsandrovich Naumov 1955. Thyroscyphoides biformis ingår i släktet Thyroscyphoides och familjen Thyroscyphidae. Inga underarter finns listade i Catalogue of Life.